# Filippo Tortu
Filippo Tortu (Milaan, 15 juni 1998) is een Italiaans atleet, die zich heeft toegelegd op de sprint. In 2021 werd hij voor de eerste keer Olympisch kampioen.

## Biografie
In 2016 nam Tortu deel aan de EK. Samen met Massimiliano Ferraro, Federico Cattaneo en Davide Manenti eindigde Tortu op de 5e plaats in de finale van de 4x100 meter. Twee jaar later eindigde Tortu 5e in de finale van de 100 meter tijdens de EK in Berlijn. Op de WK van 2019 liep Tortu naar de 7e plaats in de finale van de 100 meter.
In 2021 kwalificeerde Tortu zich voor de Olympische Zomerspelen van Tokio. In een tijd van 10,10 s kon hij zich plaatsen voor de halve finale van de 100 meter. In deze halve finale liep hij in een tijd van 10,16 s naar de zevende plaats waarmee hij zich niet kon plaatsen voor de finale. Samen met Lorenzo Patta, Marcell Jacobs en Eseosa Desalu nam hij ook deel aan het estafettenummer van de 4x100 meter. Als slotloper van Italië liep Tortu in de slotmeters nog net voorbij de Brit Nethaneel Mitchell-Blake en zo liep het Italiaanse viertal in een Italiaans record (37,50 s) naar de Olympische titel.

## Titels
- Olympisch kampioen 4 x 100 m - 2021
- Europees kampioen 4 × 100 m - 2024
- Italiaans kampioen 100 m - 2016
- Italiaans indoorkampioen 60 m - 2016
- Europees kampioen U20 100 m - 2017

## Persoonlijke records
Outdoor
| Onderdeel | Prestatie        | Datum             | Plaats    |
| --------- | ---------------- | ----------------- | --------- |
| 100 m     | 9,99 (+0,2 m/s)  | 22 juni 2018      | Moratalaz |
| 200 m     | 20,11 (+2,0 m/s) | 18 september 2021 | Nairobi   |
| 4x100 m   | 37,50            | 6 augustus 2021   | Tokio     |

Indoor
| Onderdeel | Prestatie | Datum            | Plaats |
| --------- | --------- | ---------------- | ------ |
| 60 m      | 6,58      | 20 januari 2019  | Ancona |
| 4x200 m   | 1.26,65   | 22 februari 2015 | Padua  |

## Palmares

### 100 m
- 2016: 3e  ½ fin. EK - 10,19 s
- 2018: 5e EK - 10,08 s
- 2019: 7e WK - 10,07 s
- 2021: 7e in ½ fin. OS - 10,16 s

### 200 m
- 2017: 6e  ½ fin. WK - 20,62 s
- 2024:  EK - 20,41 s

### 4x100 m
- 2016: 5e EK - 38,69 s
- 2018: DSQ in de reeksen EK
- 2018:  Middellandse Zeespelen - 38,49 s
- 2019: 4e in de reeksen WK - 38,11 s
- 2021:  World Relays - 39,21 s
- 2021:  OS - 37,50 s
- 2024:  EK - 37,82 s

### Golden en Diamond League-podiumplekken
100 m
- 2018:  Golden Gala - 10,04 s
- 2020:  Golden Gala - 10,09 s

1912: Jacobs, Macintosh, d'Arcy, Applegarth ·
1920: Paddock, Scholz, Murchison, Kirksey ·
1924: Clarke, Hussey, Leconey, Murchison ·
1928: Wykoff, Quinn, Borah, Russell ·
1932: Kiesel, Toppino, Dyer, Wykoff ·
1936: Owens, Metcalfe, Draper, Wykoff ·
1948: Ewell, Wright, Dillard, Patton ·
1952: Smith, Dillard, Remigino, Stanfield ·
1956: Murchison, King, Baker, Morrow ·
1960: Cullmann, Hary, Mahlendorf, Lauer ·
1964: Drayton, Ashworth, Stebbins, Hayes ·
1968: Greene, Pender, Smith, Hines ·
1972: Black, Taylor, Tinker, Hart ·
1976: Glance, Jones, Hampton, Riddick ·
1980: Moeravjov, Sidorov, Prokofjev, Aksinin ·
1984: Graddy, Brown, Smith, Lewis ·
1988: Bryzgin, Krylov, Moeravjov, Savin ·
1992: Marsh, Burrell, Mitchell, Lewis ·
1996: Esmie, Gilbert, Surin, Bailey ·
2000: Drummond, Williams, Lewis, Greene ·
2004: Gardener, Campbell, Devonish, Lewis-Francis ·
2008: Bledman, Burns, Callender, Thompson ·
2012: Carter, Frater, Blake, Bolt ·
2016: Powell, Blake, Ashmeade, Bolt ·
2020: Desalu, Jacobs, Patta, Tortu ·
2024: Brown, Blake, Rodney, De Grasse